# 七宝奇谋 (游戏)
《七宝奇谋》是改编自1985年美國電影《七宝奇谋》的平台游戏，游戏由科乐美于1986年2月21日在红白机推出，并在后来移植到诸多平台，後來在1987年發售续作《七寶奇謀2 弗雷泰利最後的挑戰》。

## 玩法（紅白機版本）
- 遊戲共有6關，第2關到第3關、第4關到第5關及第5關到第6關中間有一小段銜接關卡。
- 玩家在遊戲中操控主角營救夥伴(每關各1位)，可跳躍、上下梯子或蹲下，攻擊敵人的方式有踢腿、放炸彈跟彈弓，部分敵人無法用踢腿攻擊，放炸彈炸到自己會損失1條命。
- 關卡內有許多骷髏頭圖案的牢房，必須要炸彈炸開，前4關炸彈只能透過攻擊紅色或黃色老鼠(需攻擊2次)取得，第5關開始增加章魚與飛魚。另外關卡中可能出現白色老鼠，踢掉後拿到十字架可以短時間內直接用身體攻擊敵人。
- 第1關只會炸出夥伴跟鑰匙，第2關開始增加可補血的紅色壺和彈弓，第3關開始可能出現能加命的金色壺。彈弓每次為50發，無論是否擊中目標數量都會減少，必須全部用完後才可能再次炸出彈弓。
- 每50000分可加1條命。
- 必須蒐集3把鑰匙跟1位夥伴才能進入下一關，如果沒有帶夥伴只帶3支鑰匙雖然也可以過關，但如果第5關結束後沒有帶齊5位夥伴，則會被強制帶回第1關。
- 每關都至少可以取得1件道具：
  - 耳機：出現在第1關，面對敵人的聲音攻擊時不會造成損傷。
  - 耐熱衣：出現在第1關和第2關，面對第2關的火焰時不會造成損傷。
  - 防水衣：出現在第2關和第5關，面對蒸氣、水滴跟瀑布時不會造成損傷。
  - 安全頭盔：出現在第3關，面對落石不會造成損傷。
  - 鞋子：出現在第3關，當取得鞋子進入跳關區域後，可從第3關跳至第5關，銜接畫面會有1個牢房，裡面是夥伴，所以不會因為跳關而沒有帶齊5位夥伴。
  - 背包：出現在第4關，可以同時攜帶2顆炸彈(原本只能攜帶1個)。
  - 鎧甲：出現在第4關和第5關，面對無法以踢腿攻擊的敵人時不會造成損傷。
- 破關後會重新開始，遊戲難度增加。

## 评价
在日本《Family Computer Magazine》杂志的读者投票栏目中，游戏获得22.07/30分。